# Пантери (Умань)
ЖФК «Пантери» — український жіночий футбольний клуб з Умані (Черкаська область). Виступає у Вищій лізі чемпіонату України серед жінок.

## Історія
Жіночий футбольний клуб «Пантери» був створений 3 грудня 2014 року на базі Уманської ДЮСШ 1. 
Домашні матчі приймає на «Центральному стадіоні», місткістю 7 552 глядачів. 
У 2015 року команда дебютувала у Першій лізі України серед жінок і в своєму дебютному сезоні одразу ж стали його переможцями. Спочатку уманчанки посіли перше місце у своїй підгрупі. За підсумками групового раунду найкращим бомбардиром цього етапу стала Світлана Фрішко. У фінальній грі турніру команда під керівництвом Юрія Деренюка здобула перемогу над івано-франківською ДЮСШ №3 у серії пенальті. Найкращим гравцем турніру тоді було визнано воротаря «Пантер» Ксенію Мельник. 
Влітку 2017 року команда взяла участь у дебютному чемпіонаті України з пляжного футболу серед жінок і «Пантери»  стали першими в історії переможцями цього турніру.
В 2019 році «Пантери» встановили новий рекорд України, команда з Умані в матчі 1/8 фіналу Кубка України, перемогла «Луганочку» з рахунком 29:1. Ця гра увійшла в історію, як «Найрезультативніший матч в історії України». 

## Досягнення
- Чемпіонат України з футболу серед жінок: Перша ліга:
  -  Чемпіон: 2015
- Чемпіонат України з пляжного футболу серед жінок:
  -  Чемпіон: 2017

## Склад команди
Станом на 11 серпня 2025  року за даними womensfootball.com.ua
| №  | Поз. | Нац.     | Гравець                              |
| -- | ---- | -------- | ------------------------------------ |
| 22 | ВР   | Україна  | Гудзик Вероніка                      |
| 4  | ЗХ   | Бразилія | Олівейра-ду-Насіменту Лурдес Роберта |
| 10 | ЗХ   | Україна  | Рибалкіна Ірина                      |
| 11 | ЗХ   | Бразилія | Сілва дос Сантос Кеміллі             |
| 14 | ЗХ   | Україна  | Чорненко Діана                       |
| 27 | ЗХ   | Україна  | Свергун Аліна                        |
| 84 | ЗХ   | Україна  | Рошка Кристина                       |

| №  | Поз. | Нац.     | Гравець              |
| -- | ---- | -------- | -------------------- |
| 7  | ПЗ   | Україна  | Миргородська Aнна    |
| 8  | ПЗ   | Україна  | Ніколаєва Ксенія     |
| 17 | ПЗ   | Україна  | Скіряк Ярина         |
| 18 | ПЗ   | Україна  | Тихонова Марія       |
| 23 | ПЗ   | Україна  | Лашко Лідія          |
| 24 | ПЗ   | Бразилія | Камелотті Летиція    |
| 29 | ПЗ   | Україна  | Цілуванська Любов    |
| 81 | ПЗ   | Україна  | Щур Яна              |
| 9  | НП   | Україна  | Білокур Оксана       |
| 20 | НП   | Бразилія | Сантос Невес Іваніце |

## Відомі гравчині
- Світлана Фрішко
- Наталія Гриб
- Марія Тихонова
- Оксана Білокур
- Поліна Янчук